# Залоговые аукционы в России
Залоговые аукционы в России — один из механизмов приватизации в России, серия сделок в форме аукциона, проведённых в 1995 году, в результате которых ряд коммерческих банков получил в собственность
государственные пакеты акций ряда крупных стратегических промышленных компаний производящих энергоносители и металлы (таких, как «ЮКОС», «Норильский никель», «Сибнефть») экспортируемые за рубеж.

## Механизм и результаты
В соответствии с условиями этих аукционов, правительство России получало кредит у коммерческих банков, выигрывавших аукционы, передавая им в качестве залога пакеты акций государственных предприятий (предварительно Министерство финансов Российской Федерации открывало в каждом из банков счёт и размещало на нём средства в количестве, примерно равном сумме кредита). Через установленное время правительство должно было возвратить кредиты; в случае невозврата государственные пакеты акций по условиям мероприятий переходили в собственность банков.
Идею аукционов с целью пополнения бюджета выдвинул Владимир Потанин, возглавлявший «ОНЭКСИМ-банк». Инициатива была поддержана тогдашним первым вице-премьером правительства Анатолием Чубайсом и вице-премьером Олегом Сосковцом (именно он, по словам тогдашнего председателя ЦБ РФ Сергея Дубинина, первым поставил вопрос о проведении аукционов на заседании кабинета министров).
Курировал проведение аукционов глава Госкомимущества Альфред Кох.
Юридически залоговые аукционы были проведены на основании указов президента Бориса Ельцина.
С 4 ноября по 28 декабря 1995 Министерство финансов России заключило 12 договоров кредита под залог акций с победителями аукционов на право заключения договоров. Через установленное время правительство должно было возвратить кредиты, в случае невозврата государственные пакеты акций переходили в собственность банков.
Закономерно, правительство не уплатило кредиты обратно, таким образом пакеты акций остались в собственность банков. По мнению экономиста Андрея Бунича, это было сделано сознательно: правительство Бориса Ельцина не пыталось заложить расходы на выкуп заложенных акций в федеральный бюджет на следующий год, поскольку там не было такой статьи расходов. Вся сделка, по мнению ряда исследователей, была притворной и имела целью позволить олигархам (оффшорам) приватизировать гос. активы путём обхода запрета установленного Государственной Думой на их прямую продажу.

## Залоговые аукционы, проведённые в России в ноябре-декабре 1995 года
| Дата            | Предприятие                                  | Доля, % | Средства, поступившие в бюджет, млн долл. | Победители аукциона                                                     |
| --------------- | -------------------------------------------- | ------- | ----------------------------------------- | ----------------------------------------------------------------------- |
| 17 ноября 1995  | Норильский никель                            | 51      | 170,1                                     | ОНЭКСИМ Банк                                                            |
| 17 ноября 1995  | Северо-западное речное пароходство           | 25,5    | 6,05                                      | Банк МФК                                                                |
| 17 ноября 1995  | АО «Мечел»                                   | 15      | 13                                        | ТОО «Рабиком»                                                           |
| 7 декабря 1995  | Лукойл                                       | 5       | 141                                       | НК "ЛУКойл" и банк "Империал"                                           |
| 7 декабря 1995  | Сиданко (теперь ТНК-BP)                      | 51      | 130                                       | Банк МФК (фактически — консорциум из МФК и «Альфа-групп»)               |
| 7 декабря 1995  | Новолипецкий металлургический комбинат       | 14,87   | 31                                        | Банк МФК (фактически — «Ренессанс Капитал»)                             |
| 7 декабря 1995  | Мурманское морское пароходство               | 23,5    | 4,125                                     | ЗАО «Стратег» (фактически — банк МЕНАТЕП)                               |
| 8 декабря 1995  | ЮКОС                                         | 45      | 159                                       | ЗАО «Лагуна» (фактически — банк МЕНАТЕП)                                |
| 11 декабря 1995 | Новороссийское морское пароходство (Новошип) | 20      | 22,65                                     | Новороссийское морское пароходство (Новошип)                            |
| 28 декабря 1995 | Сибнефть                                     | 51      | 100,3                                     | ЗАО «Нефтяная финансовая компания» (гарант — Столичный банк сбережений) |
| 28 декабря 1995 | Сургутнефтегаз                               | 40,12   | 88,9                                      | НПФ «Сургутнефтегаз» (гарант — ОНЭКСИМбанк)                             |
| 28 декабря 1995 | АО «Нафта-Москва»                            | 15      | 20,01                                     | ЗАО «НафтаФин» (фактически — менеджмент самого предприятия)             |

## Оценки
В докладе Счётной палаты России «Анализ процессов приватизации государственной собственности в Российской Федерации за период 1993—2003 годы», опубликованном в 2004 году, отмечается, что «в результате проведения залоговых аукционов отчуждение федеральной собственности было произведено по значительно заниженным ценам, а конкурс фактически носил притворный характер», и приводится ряд нарушений в ходе проведения аукционов, в частности:
- «в большинстве случаев состязательность при проведении аукционов не предполагалась. Из 12 аукционов лишь в четырёх сумма кредита существенно превысила начальную цену»;
- «[…] банки фактически „кредитовали“ государство государственными же деньгами. Минфин России предварительно размещал на счетах банков — участников консорциума средства в сумме, практически равной кредиту, а затем эти деньги передавались Правительству Российской Федерации в качестве кредита под залог акций наиболее привлекательных предприятий. В результате банки, „кредитовавшие“ государство, смогли непосредственно либо через аффилированных лиц стать собственниками находившихся у них в залоге пакетов акций государственных предприятий»;
- «Вопреки Правилам проведения аукционов, […] банки не направляли кредитные средства на счёт в Центральном банке […], средства оставались в тех же коммерческих банках, но на специальных счетах».

Счётная палата, по результатам проверки в конце 1995 года, направила информационные письма в адрес председателя правительства, председателя Госкомимущества, председателей Совета Федерации и Государственной думы, Генерального прокурора и министра юстиции, где говорилось о неэффективности аукционов и необходимости отказа от них.
В ходе громких судебных процессов над Михаилом Ходорковским в 2011—2012 годах стали появляться новые, недоказанные сведения о проведении залоговых аукционов в 1995 году. Основную часть данных сведений дал сам Ходорковский, говоря об этих аукционах как о «распиле» государственного имущества с заранее известным результатом.
Осенью 2011 года Роман Абрамович в Высоком суде Лондона под клятвой заявил, что фактически залоговый аукцион по приватизации «Сибнефти» (нынешняя «Газпром-Нефть») носил фиктивный характер: сговор Бориса Березовского и его партнёра Бадри Патаркацишвили с другими участниками торгов позволил им избежать конкуренции и купить компанию за стартовую цену.
Маршалл Голдман, преподаватель экономики и заместитель директора по советологии Гарвардского университета, высказал следующее мнение:
«Реформы 1990-х годов были, в основном, делом рук советников, привлечённых при правлении действующего в то время президента Бориса Ельцина. Опасаясь возможного скорого изменения настроения населения и его недовольства реформами, Егор Гайдар и Анатолий Чубайс — основные архитекторы этого процесса с российской стороны — приняли решение ускорить его путём дешёвой распродажи или даже бесплатной раздачи принадлежащих государству ресурсов и предприятий. Вскоре после начала этого процесса права собственности на некоторые наиболее ценные российские ресурсы были проданы с молотка принадлежащим олигархам банкам. Схема носила название „Залоговые аукционы“. Несмотря на то, что участвовавшие в аукционах банки предположительно действовали от имени государства, они — в подавляющем большинстве случаев — оказались победителями торгов при помощи мошенничества. Именно таким образом Ходорковский всего за 310 миллионов долларов США получил 78 % „Юкоса“, оценивавшегося в сумму около 5 миллиардов долларов, а Борис Березовский получил в собственность другой нефтяной гигант („Сибнефть“), оцениваемый в 3 миллиарда долларов, заплатив за него около 100 миллионов долларов… Правительство [России] было, в общем, не в состоянии действенно контролировать ситуацию. И по причине слабости государства вызванного поражением в Афганской и Холодной Войне эти „новые русские“ заплатили со своих приобретений небольшие налоги либо даже не платили их вообще».
Согласно оценке Джона Неллиса (Center for Global Development): «Большая часть имевшей место второй волны приватизации — в особенности схема с „залоговыми аукционами“, по которой крупнейшие российские банки получили акции компаний, имевших высокий потенциал доходности, в виде обеспечения предоставленных государству займов — превратилась в запутанные жульнические махинации, привлекшие немалое количество критики».

Старший редактор журнала Forbes Пол Хлебников, позднее убитый, комментировал «дело ЮКОСа», перешедшего в собственность Ходорковского в результате аукционов:
«Мы наблюдаем, как агонизирует клептократическая система ельцинской России. Вопиющий пример порочности приватизационной эпохи — пресловутые залоговые аукционы 1995—1997 гг., обеспечившие Ходорковскому его состояние. <…> Покупая у государства активы в ходе такой закулисной сделки и по столь заниженной цене, вы рискуете, что ваши права на новую собственность никогда не будут надёжно защищены. Сограждане будут считать вас мошенником, а государство — скорее хранителем активов, чем их подлинным владельцем».
А. Чубайс оправдывает проведение залоговых аукционов следующим образом: «Если бы мы не провели залоговую приватизацию, то коммунисты выиграли бы выборы в 1996 году, и это были бы последние свободные выборы в России, потому что эти ребята так просто власть не отдают». В то же время он отмечает: «В то время я не вполне понимал, какую цену нам придётся заплатить. Я недооценил то глубокое чувство несправедливости, которое зародилось в людях».
Пётр Авен назвал залоговые аукционы самым проблемным этапом приватизации в истории России 1990-х годов: «Всё-таки „недовольны“ и „нелегитимна“ — это разные вещи. И ощущение нелегитимности в России фундаментально другое. Главная, мне кажется, проблема — это залоговые аукционы, которые вообще вышли за рамки…».
Бывший руководитель Рабочего центра экономических реформ при правительстве и замминистра экономики Сергей Васильев считает, что «приватизация воспринималась как несправедливая» из-за «циничных залоговых аукционов с заранее известными победителями» и чековых инвестиционных фондов (ЧИФ) («лучшего способа запросто отнять у населения ваучеры не было»).
Профессор Калифорнийского университета в Лос-Анджелесе (UCLA) и сотрудник Национального бюро экономических исследований США (NBER) Даниел Трейсман (англ. Daniel Treisman) в статье «Loans for shares Revisited» отмечает, что критики залоговых аукционах преувеличивают их значение для российской экономической истории. По оценке Трейсмана, эти аукционы охватили небольшую часть российской экономики, в частности, выручка приватизированных при помощи залоговых аукционов компаний была меньше выручки также приватизированного РАО ЕЭС. При этом злоупотребления при проведении аукционов, как отмечается в статье, были не более серьёзными, чем в тысячах предприятиях по всей стране, которые были приватизированы инсайдерами в своих интересах. Трейсман также отмечает, что правительство получило на аукционах адекватную по мировым стандартам цену, а приватизированные на залоговых аукционах компании в дальнейшем показали более хорошие результаты, чем экономика в целом. Вследствие этого значение приватизированных на залоговых аукционах предприятий в экономике в дальнейшем выросло и это выросшее значение стало ошибочно рассматриваться как экономическое значение этих предприятий на момент их приватизации.
Олигарх 1990-х Владимир Гусинский не считал залоговые аукционы «реальными». «Это было формой перераспределения государственного имущества, которую осуществляло правительство в открытую, — говорил он в августе 1997-го на „Эхе Москвы“. — Все остальное это как бы неправда и шелуха, которая это отражает. С моей точки зрения, это неправильно, если мы говорим о честных правилах. Государство не должно перераспределять, кому это дать и не дать. Или если они это уже собираются делать, то есть вводить некий странный, открытый, публичный, недекларируемый механизм, тогда надо определить по каким правилам будет происходить перераспределение».

### Юридическая оценка
С точки зрения гражданского права залоговые аукционы обладают всеми признаками притворной сделки, осуществлённой группой руководителей коммерческих банков по предварительному сговору с заинтересованными чиновниками Правительства РФ Бориса Ельцина с целью фактически бесплатного отчуждения у Российского государства федеральной собственности в форме контрольных пакетов акций ряда крупных предприятий страны.
С точки зрения уголовного права мы имеем дело с хищением федеральной собственности путём преступного сговора в форме мошенничества не просто в особо крупных размерах, а в небывало крупных размерах.
В случае, если считать указанное мошенничество тяжким преступлением то согласно Статье 78 УК РФ максимальный срок давности по статьям уголовного кодекса связанных с мошенничеством составляет 15 лет с момента совершения преступления. Сроки давности по статье 159 УК РФ истекли в 2010-2011 годах.
Есть распространённое обвинения в занижении цены сделок. Якобы стоимость только наиболее дорогих и стратегически значимых шести аукционов в 1995 году была умышленно занижена в 20 раз и составила лишь 1867 млн долларов; всего через 1,5 года акции этих предприятий на свободном рынке уже стоили 39 713 млн долларов. Но данные обвинения оперируют рыночными ценами совсем другого временного периода. Не учитывают экономическое и политическое состояние страны на ноябрь 1995 года. В частности, в своей книге "Приватизация по-российски" заместитель председателя Государственного комитета Российской Федерации по управлению государственным имуществом (Госкомимущество) в 1993-1995 Альфред Кох сообщает, что заложенные 38% акций Норильского Никеля, в день проведения аукциона 17 ноября 1995 года, в РТС стоили 147 млн долларов, что ниже итоговой стоимости залогового аукциона. Столь низкую цену он связал с ещё не набравшим силу отечественным капиталом и опаской иностранных инвесторов перед перспективой прихода к власти коммунистов на предстоящих президентских выборах 1996 года.